# Motta castrale

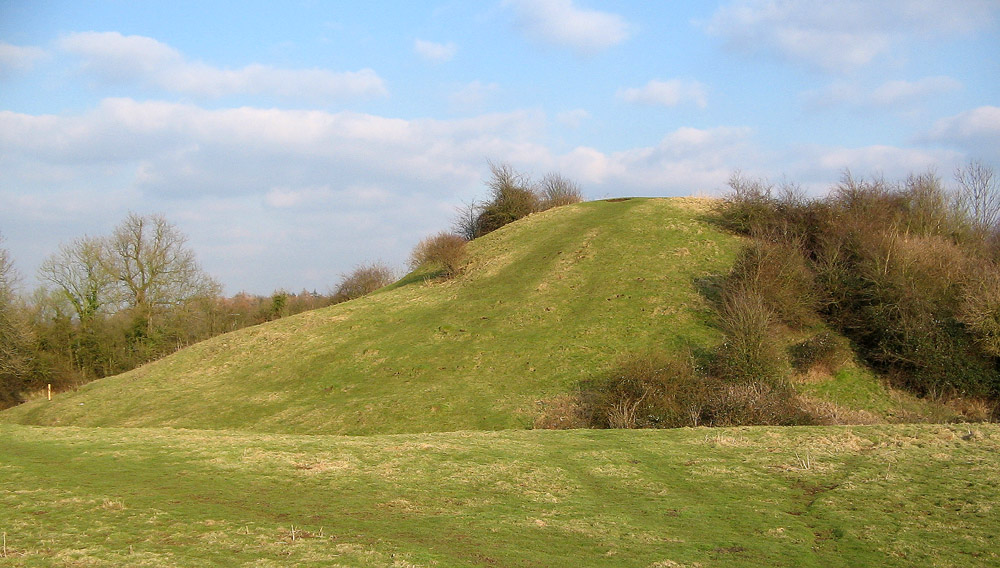
Resti di una motta a Brinklow (nel Warwickshire, Inghilterra)

La motta castrale (in inglese motte-and-bailey) è un tipo di castello che si diffuse in Francia, Germania, Italia meridionale, Sicilia e Gran Bretagna nell'XI e XII secolo.

## Origini
La motta è un monticello rialzato di terra, come una piccola collina, solitamente artificiale, ed è sormontato da una struttura di legno o di pietra. La terra per il monticello viene presa da un fossato, scavato intorno alla motta o intorno all'intero castello. La superficie esterna del monticello può essere ricoperta di argilla o rinforzata con supporti di legno.
Il baglio (dal siciliano bagghiu) è un cortile chiuso, circondato da una recinzione di legno e sormontato dalla motta. È probabile che un castello avesse più di un baglio, a volte uno interno e uno esterno.

## Struttura e riferimenti storico-archeologici

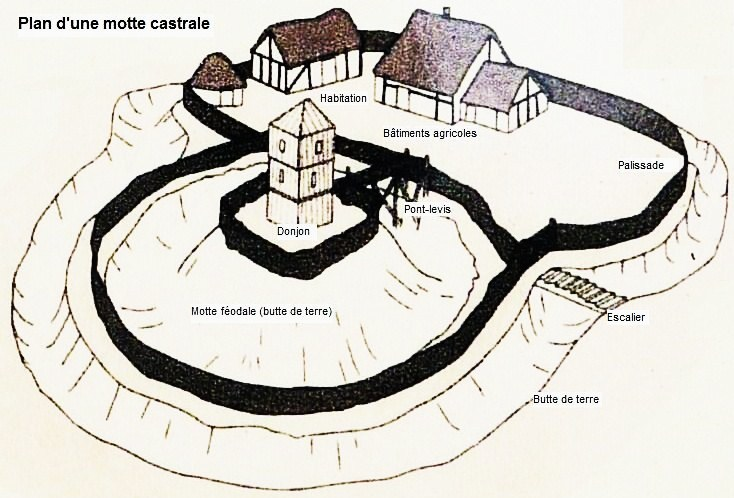
La tipica struttura di una motta castrale.

Le motte altro non erano che dei terrapieni di altezza variabile per meglio controllare e difendere il territorio circostante. Sulla sommità di tali costruzioni poteva esserci una torre, solitamente in legno o comunque in materiale deperibile. Un'ulteriore difesa poteva essere rappresentata da palizzate sempre in legno. A causa della loro deperibilità poche sono le motte giunte fino a noi e comunque in modo molto frammentario.

## Nel linguaggio comune
Il termine motta è molto frequente nella toponomastica italiana: Motta Camastra, Motta d'Affermo, Motta Sant'Anastasia nonché Motta Montecorvino;  viene usato come toponimo per località poste sopra - o che presentano - una (o più) collinetta, montagnola, poggio, morro, tumulo, elevazione del terreno, sperone roccioso.